# Perditorulus cyclius
Perditorulus cyclius är en stekelart som beskrevs av Christer Hansson 2004. Perditorulus cyclius ingår i släktet Perditorulus och familjen finglanssteklar.
Artens utbredningsområde är Costa Rica. Inga underarter finns listade i Catalogue of Life.